# 冈比亚社会主义革命党
冈比亚社会主义革命党（英語：Gambia Socialist Revolutionary Party，缩写为GSRP）是冈比亚历史上的一个共产主义政党，以领导1981年对达乌达·贾瓦拉政府的失败起义而闻名。
该党由吉布里尔·L·乔治创建于1980年初；同年10月，被政府取缔，该党转入地下，并更名为冈比亚地下社会主义革命工人党。此时，冈比亚社会主义者库科伊·萨尼昂从国外归来，并积极参与该党活动。
1981年7月30日，该党与冈比亚野战部队中的不满成员一起发动了一场未遂政变。起义在塞内加尔的军事干预下迅速被镇压，吉布里尔·L·乔治被杀，库科伊·萨尼昂逃往几内亚比绍，该党也随之瓦解。